# شوتروالد
شوتروالد (به آلمانی: Schutterwald) یک شهر در آلمان است که در ارتناوکرایس واقع شده‌است. شوتروالد ۷٬۰۹۶ نفر جمعیت دارد.